# Elblandklinikum Radebeul

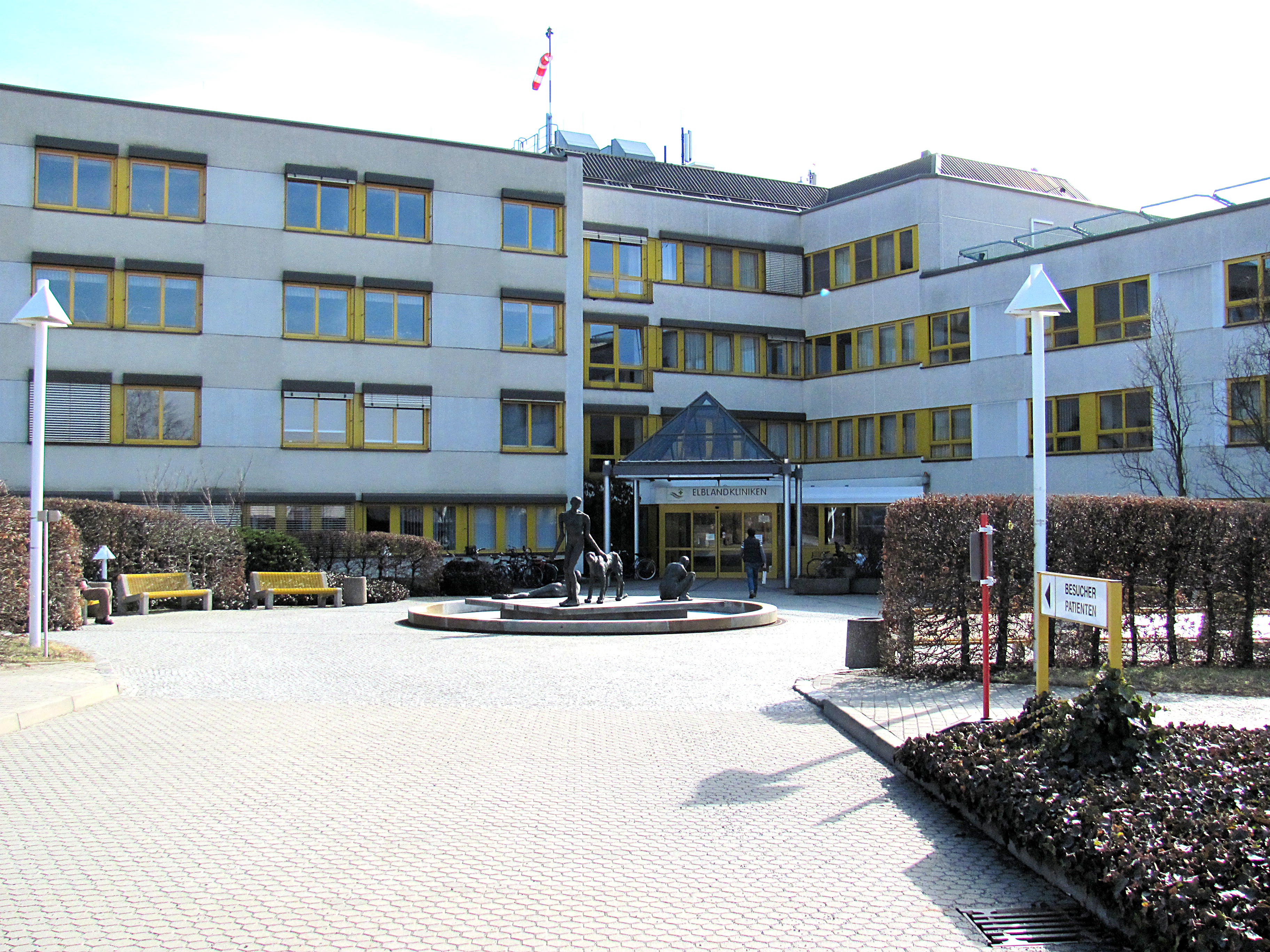
Haupteingang des Elblandklinikums Radebeul im Inneren des Geländes, davor der Brunnen der Bildhauerin Thea Richter

Das Elblandklinikum Radebeul ist ein Krankenhaus der Grund- und Regelversorgung in kommunaler Trägerschaft des Landkreises Meißen in Radebeul-Niederlößnitz, in der Heinrich-Zille-Straße 13/13a. Das Krankenhaus hat 315 Betten, davon 15 Betten für die Intensivtherapie. Hinzu kommen 30 tagesklinische Plätze. Die Leitung des Krankenhauses setzt sich aus Verwaltungsdirektorin Ursula Russow-Böhm, dem Ärztlichen Direktor Philipp von Breitenbuch sowie Pflegedirektor Martin Schunack zusammen. 
Es bestehen folgende Fachabteilungen:
- Klinik für Klinik für Allgemein-, Viszeral-, Gefäß- und endovaskuläre Chirurgie
- Klinik für Anästhesiologie und Intensivtherapie
- Klinik für Augenheilkunde
- Klinik für Frauenheilkunde
- Klinik für HNO-Heilkunde, Kopf- und Halschirurgie
- Klinik für Innere Medizin und Intensivmedizin
- Klinik für Unfallchirurgie, Orthopädie und Wirbelsäulenchirurgie
- Klinik für Plastische, Rekonstruktive und Brustchirurgie
- Klinik für Psychiatrie und Psychotherapie
- Physiotherapie
- Radiologie

In unmittelbarer Nähe des Krankenhauses befinden sich zahlreiche Arztpraxen zur ambulanten Behandlung von Patienten (Ärztehaus, Gebäude der ehemaligen Poliklinik).
Die frühere Diakonissenanstalt Bethesda wurde nach dem Zweiten Weltkrieg zum Kreiskrankenhaus Radebeul. Unter dieser Denkmalbenennung stehen zahlreiche Bauten der Krankenhausanlage unter Denkmalschutz. Zu den Kulturdenkmalen gehören u. a. das ehemalige Siechenhaus Bethesda, das Steinerne Haus sowie das in der Borstraße 28 stehende Lydiahaus, benannt nach der ehemaligen Oberin Lydia Fröhlich.

## Geschichte

### Krankenanstalt zu Niederlößnitz

Steinernes Haus, 1863 vor dem Um- und Anbau

Einer der ältesten Vereine der Lößnitz war der 1822 gegründete Verein für Heilwesen und Naturkunde, der sich unter anderem der Arbeit auf dem Gebiet der sozialen Fürsorge verschrieben hatte. So versuchte er ab 1847 den Missstand abzustellen, dass mittellosen Kranken oder Dienstboten vor Ort keine Krankenstation zur Verfügung stand, wenn sie sich einen Krankenhausaufenthalt in Dresden nicht leisten konnten. Insbesondere auch Paul Theodor Noa Kadner, dessen Sohn Paul Kadner später Dr. Kadners Sanatorium auf der Borstraße 9 führte, trieb diese Idee voran. Durch zahlreiche Maßnahmen wurde das Geld zusammengebracht, um in Oberlößnitz eine Dreizimmerwohnung zu diesem Zweck anzumieten. Die Nachbarn vereitelten diesen Versuch mit dem Hinweis auf die Entwertung ihrer Wohngegend.
In dieser Situation wurde dem Verein in Niederlößnitz ein Steinernes Haus (heutige Adresse Heinrich-Zille-Straße 13a) mit Nebengebäude zum Kauf für 2000 Taler angeboten, ein seltenes Gebäude, da die meisten Häuser der Umgegend aus Fachwerk waren. Mit Hilfe einer unbekannten Mäzenin aus Dresden konnte der Erwerb getätigt werden. Eine weitere große Hilfe kam von der Gräfin Schönburg-Wechselburg, die die künftige Krankenanstalt mit Mobiliar aus dem Bestand der ehemaligen Diakonissenanstalt zu Wechselburg ausstattete unter der Voraussetzung, dass die Krankenpflege durch von dort stammende Diakonissen vorgenommen würde.
Am 8. Oktober 1849 öffnete die Krankenanstalt zu Niederlößnitz im Steinernen Haus ihre Pforten und am 2. November des Jahres wurde der erste Kranke aufgenommen. Die Krankenanstalt zu Niederlößnitz war das erste Krankenhaus in der Umgebung Dresdens. Dort sollten „kranke Männer, Frauen und Kinder der Umgegend für ein mäßiges Pflegegeld […] ärztliche Behandlung“ erhalten.
Nach Eröffnung eines großen Krankenhauses in Dresden, welches auch Kranke aus der Lößnitz aufnahm, ging die Belegung zurück und damit auch die Einnahmen. Gleichzeitig schrumpfte die Zahl der zahlenden Vereinsmitglieder. So wurde 1860 beschlossen, künftig auch chronisch Kranke sowie Siechende aufzunehmen. Am 10. Juni 1862 musste aufgrund der finanziellen Lage der Beschluss gefasst werden, die Krankenanstalt aufzugeben und als Siechenhaus an die Dresdner Diakonissenanstalt zu verkaufen.

### Diakonissenanstalt Bethesda

Siechenhaus Bethesda von der Nordseite, um 1890

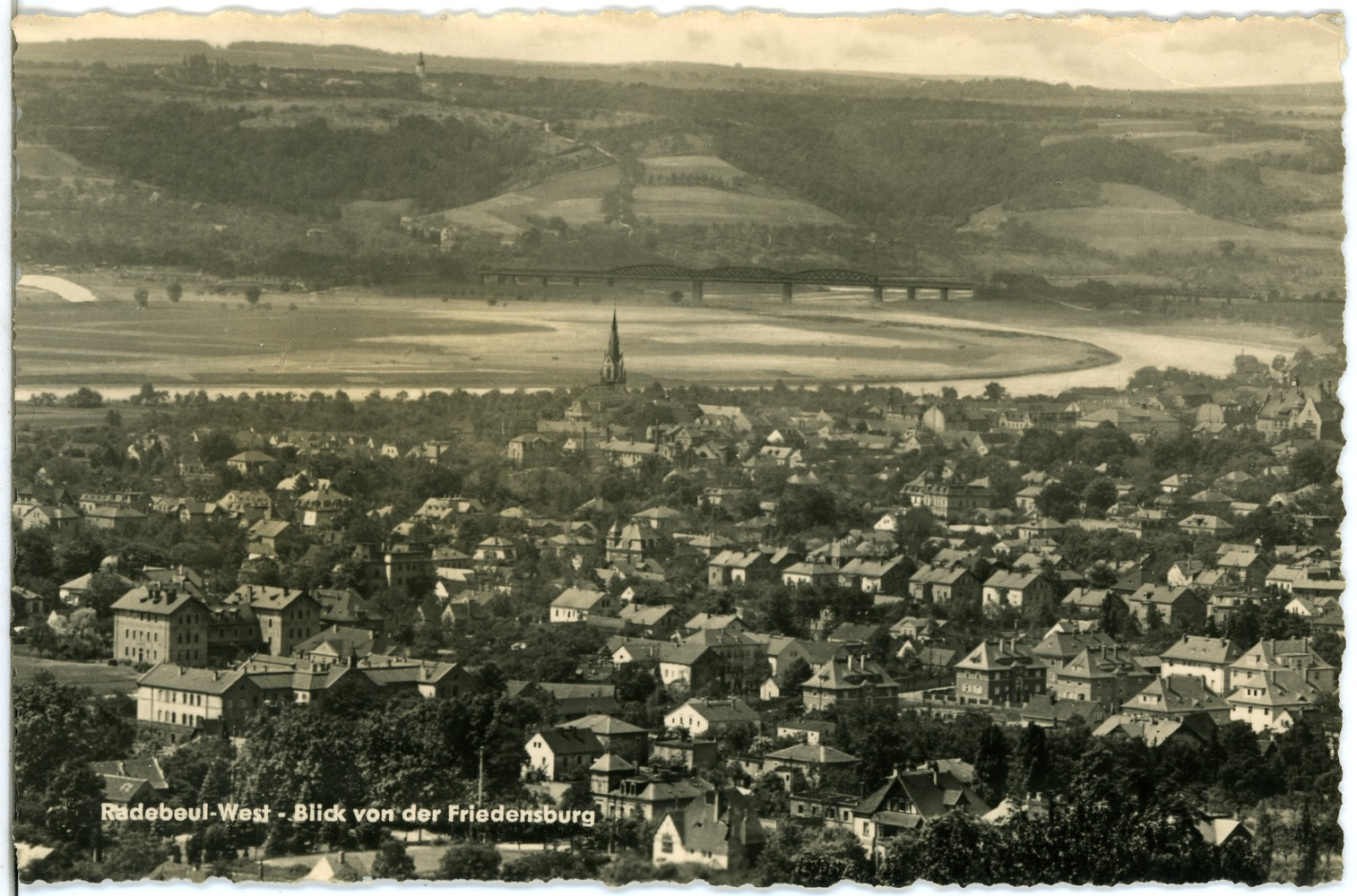
Links unten (1930): Diakonissenanstalt Bethesda, rechts daneben das Mädchen-Erziehungsheim Bethesda und die Siedlung der Baugenossenschaft Kötzschenbroda. Oberhalb des Turms der Kirche zu Kötzschenbroda überspannen die Elbebrücken Niederwartha die Elbe. Auf dem Bergkamm der Turm von Schloss Weistropp

Nachdem 1863 die Diakonissenanstalt Dresden die Krankenanstalt für 1000 Taler als älteste Tochteranstalt Siechenhaus Bethesda (Haus der Barmherzigkeit nach dem Teich Bethesda, wo Jesus nach biblischer Überlieferung einen Gelähmten geheilt haben soll) übernommen hatte und es durch Moritz Ziller aufgestockt worden war, diente die Einrichtung unter Führung einer Diakonisse zur Behandlung „solcher Kranker, die von langwierigen, unheilbaren Übeln befallen sind oder in ihren alten Tagen einer besonderen Pflege bedürfen“. Gemeint waren damit vor allem Nervenkranke, Epileptiker, Geistes- und Altersschwache und schwer Körperbehinderte. Im Folgejahr 1864 errichtete die Diakonissenanstalt im Rahmen der Inneren Mission westlich der bestehenden Anlage, heute westliches Nachbargrundstück Heinrich-Zille-Straße 15, das Magdalenenasyl „Talitha kumi“, eine „Besserungsanstalt für sittlich gefährdete junge Frauen“. Diese ist heute das diakonische Altersheim Hedwig-Fröhlich-Haus, benannt nach der Gründerin, der Ehefrau des ersten Rektors der Dresdner Diakonissenanstalt und Pfarrers Heinrich Fröhlich.
In den Jahren 1877–1879 errichteten die Baumeister Gebrüder Ziller ein neues größeres Hauptgebäude mit 120 Betten, das sogenannte „neue“ Siechenhaus Bethesda. Das Steinerne Haus wurde ab 1880 zum sogenannten „Blödenhaus“. Die Oberin Lydia Fröhlich gründete im selben Jahr die Marienschule, eine auf dem Anwesen angesiedelte Schwesternschule. 1896 folgte ein Kinderheim, für das die Gebrüder Ziller ein eigenes Gebäude erbauten. Die Kinderheimschule, eine anstaltseigene Volks- und Hilfsschule, erhielt 1910 die staatliche Anerkennung. Außerhalb des Geländes gab es mit dem Haus Salem in der Winzerstraße ab 1920 auch noch ein Schwestern-Erholungsheim der Diakonissenanstalt Dresden.
In diesen Jahren entwickelte sich die Pflegeanstalt zu einem zehn Hektar großen Gelände mit über 100 Beschäftigten. Im Jahre 1914 befanden sich auf diesem Gelände 11 Gebäude nebst einem großen Gartenbaubetrieb sowie mehreren Behindertenwerkstätten. Der von der Diakonissenanstalt genutzte Friedhof war der Diakonissen-Friedhof, auch Alter Friedhof, in Kötzschenbroda.

### Marienschule
Die Oberin der Diakonissenanstalt „Bethesda“, Lydia Fröhlich, gründete 1880 eine Schülerinnenabteilung des Siechenhauses, in der angehende Diakonissen die Grundlagen ihrer Arbeit als Krankenpflegerinnen erlernen konnten. Im Jahr 1892 wurde die Marienstiftung der Dresdner Diakonissenanstalt nach Niederlößnitz übertragen und damit aus der Lehrabteilung die Marienschule geschaffen. Als erstes Schulhaus wurde, ebenfalls in der heutigen Heinrich-Zille-Straße 13, ein kleines, eingeschossiges Gebäude zur Verfügung gestellt, welches als erstes Gebäude den Namen Lydiahaus nach seiner Gründerin erhielt. In diesem erhielten neben den Diakonissenschülerinnen auch Dienstmädchen eine Ausbildung.
Ein neues, größeres Gebäude, die „neue“ Marienschule, entstand 1912 nach Plänen der Baufirma „Gebrüder Ziller“ auf dem weiter südlich gelegenen Gelände hinter dem Haus Borstraße 28. Als Schülerinnen wurden Mädchen evangelisch-lutherischen Glaubens bis zu 16 Jahren aufgenommen, die dort eine zweijährige Ausbildung erhielten. Die Anzahl dieser sogenannten Marienschwestern lag durchschnittlich bei 50. Zusätzlich war in der „neuen“ Marienschule auch die Kinderheimschule für das nahegelegene Bethesda-Kinderheim untergebracht.
Die Marienschule wurde 1926 offiziell als Gewerbliche Fachschule für Hausangestellte und Krankenpflegerinnen anerkannt und 1940 geschlossen.

### Öffentliches Krankenhaus

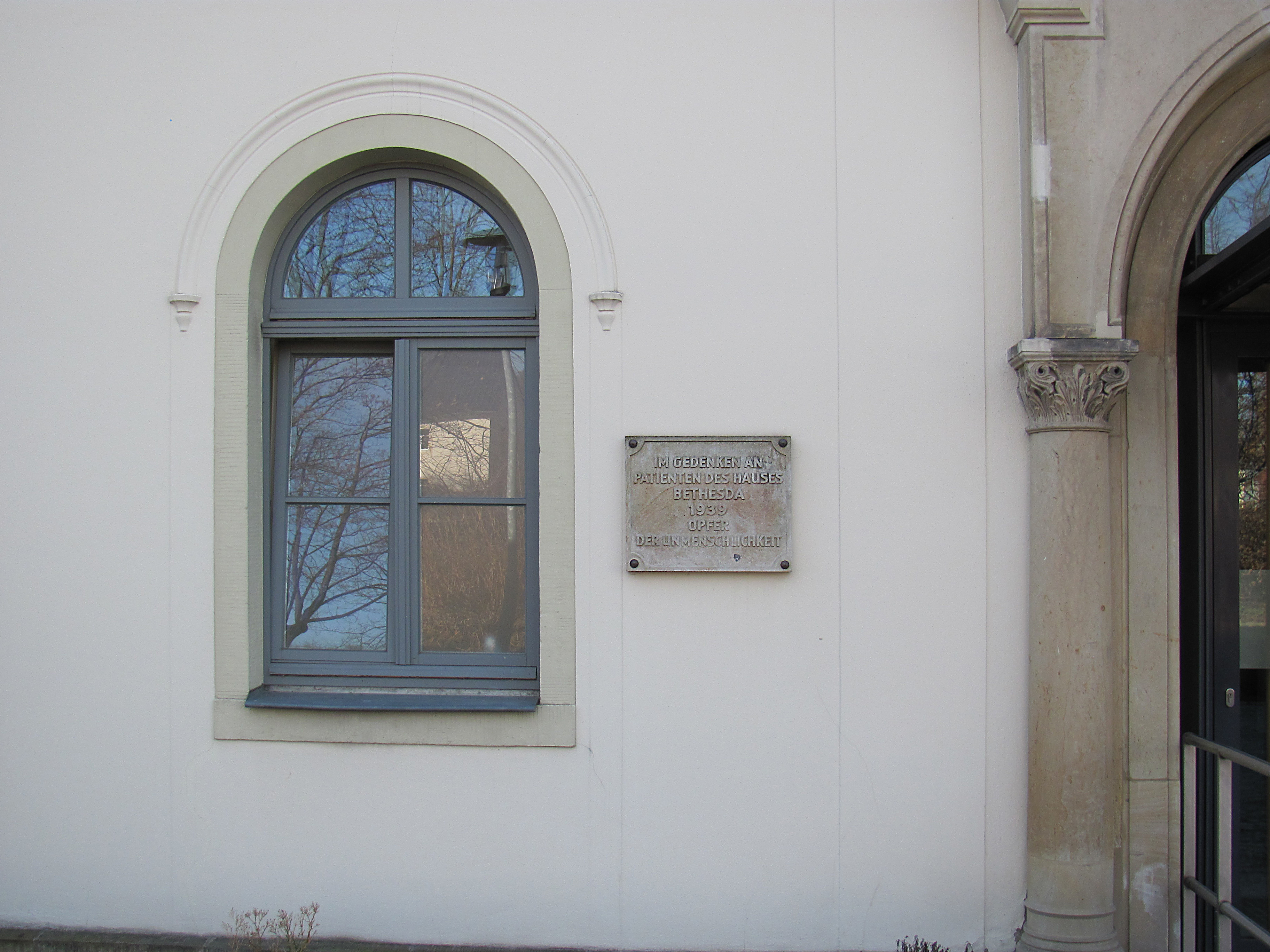
Gedenktafel am Haus 1 an Opfer des Euthanasieprogramms

Im Jahr 1940 wurde das Krankenhaus an die Stadt Radebeul verpachtet, jedoch 1941 geräumt und in den Folgejahren als Wehrmachts- und Seuchen-Lazarett genutzt. Die zuletzt etwa 250 Patienten allen Alters wurden in unterschiedliche Einrichtungen verlegt. Von diesen wurden mindestens 25 im Zuge des nationalsozialistischen „Euthanasieprogramms“ nach Arnsdorf beziehungsweise Pirna-Sonnenstein verbracht und dort getötet. Neben dem Eingang zu Haus I befindet sich eine Gedenktafel mit der Inschrift

„IM GEDENKEN AN / PATIENTEN DES HAUSES / BETHESDA / 1939 / OPFER / DER UNMENSCHLICHKEIT“

Ab 1945 erfolgte wieder die Nutzung als lokales Krankenhaus in städtischer Pacht. Zwischen 1946 und Ende 1948 wurde das Anwesen durch die sowjetischen Streitkräfte beschlagnahmt. In der Folge wurde das Krankenhaus übergangsweise in das Genesungsheim Altwettinshöhe auf die Zitzschewiger Wettinhöhe verlegt. Die Verwaltung wurde im benachbarten Haus Wettinhöhe untergebracht.
Die Diakonissen zogen 1965 aus ihrem Anwesen aus und übergaben es 1974 durch Grundstückstausch in öffentliches Eigentum. Zwischen 1974 und 1981 erfolgte der Neubau der Inneren Klinik und 1985 öffnete eine Poliklinik mit neun Spezialpraxen. Ende der 1980er Jahre wurde das chirurgische Bettenhaus eröffnet, in dem sich seit 1997 die stationäre Psychiatrie befindet.

### Nach der Wende

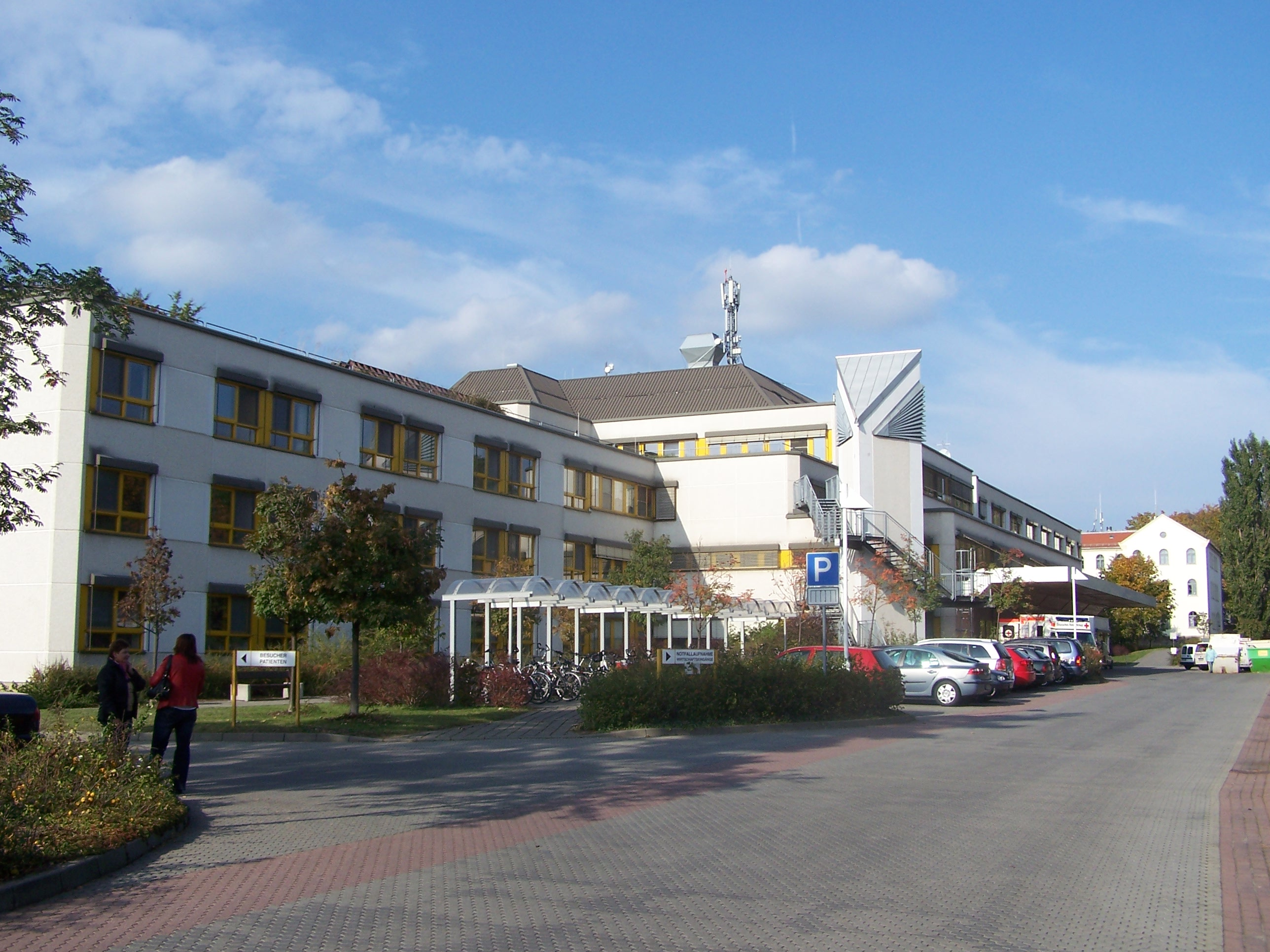
Rückseite des Elblandklinikums Radebeul mit der interdisziplinären Notaufnahme, im Hintergrund der östliche Flügel des ehemaligen „neuen“ Siechenhauses Bethesda

Nach der politischen Wende wurden der stationäre Krankenhausbetrieb und die Poliklinik getrennt. Dies hatte zur Folge, dass  die Poliklinik aufgelöst und in ein Ärztehaus umgewandelt wurde. Von 1991 bis 1994 entstand der neue dreigeschossige Zentralbau für drei Fachabteilungen, auf dem sich der Hubschrauberlandeplatz befindet. Zwischen 1998 und 2003 erfolgte die denkmalgerechte Restaurierung des historischen Hauptgebäudes (Haus I) einschließlich dessen Kapelle. Diese wurde aufwendig wiederhergerichtet und als Raum der Stille ausgestattet.
2002 erfolgte die Fusion der Kreiskrankenhäuser Meißen und Radebeul zu den Elblandkliniken in der Trägerschaft des damaligen Landkreises Meißen. Die Einrichtungen in Riesa und Großenhain wurden 2007 innerhalb des Landkreises Riesa-Großenhain zu einem Plankrankenhaus zusammengefasst und 2008 in die Elblandkliniken in die Trägerschaft des heutigen Landkreises Meißen überführt.
Mit der Fertigstellung des Umbaus der ehemaligen Poliklinik/Ärztehaus zog die Bethesda-Apotheke aus dem ihretwegen lange Zeit auch Bethesda-Apotheke genannten Gebäude, dem Steinernen Haus, aus und siedelte sich im Erdgeschoss des jetzt modernisierten Ärztehauses in der Borstraße 30 an. Das Steinerne Haus wird weiterhin auch als Ärztehaus genutzt.
Im Jahr 2009 erhielt das Elblandklinikum Radebeul als erste sächsische geburtshilfliche Einrichtung das von der Weltgesundheitsorganisation WHO und dem Kinderhilfswerk UNICEF ausgelobte, internationale Gütesiegel Babyfreundliches Krankenhaus. Nach Beschluss des Kreistags 2013 wurde die ausgezeichnete Geburtsklinik in Radebeul trotz erheblicher Proteste der Bevölkerung geschlossen.
Das Elblandklinikum Radebeul ist seit 2012 zertifiziertes Regionales Traumazentrum und damit Teil des Trauma-Netzwerkes Ostsachsen. Zudem ist es unter anderem Mitglied des zertifizierten Regionalen Brustzentrums Dresden und kooperiert unter anderem mit der Universitätsfrauenklinik der TU Dresden, dem St. Joseph-Stift Dresden und dem Diakonissenkrankenhaus Dresden in den Bereichen Strahlentherapie und Nuklearmedizin.
Das Elblandklinikum Radebeul ist heute Akademisches Lehrkrankenhaus des Universitätsklinikums Carl Gustav Carus Dresden und als Krankenhaus der Regelversorgung einziges Krankenhaus von Radebeul.

## Kulturdenkmale

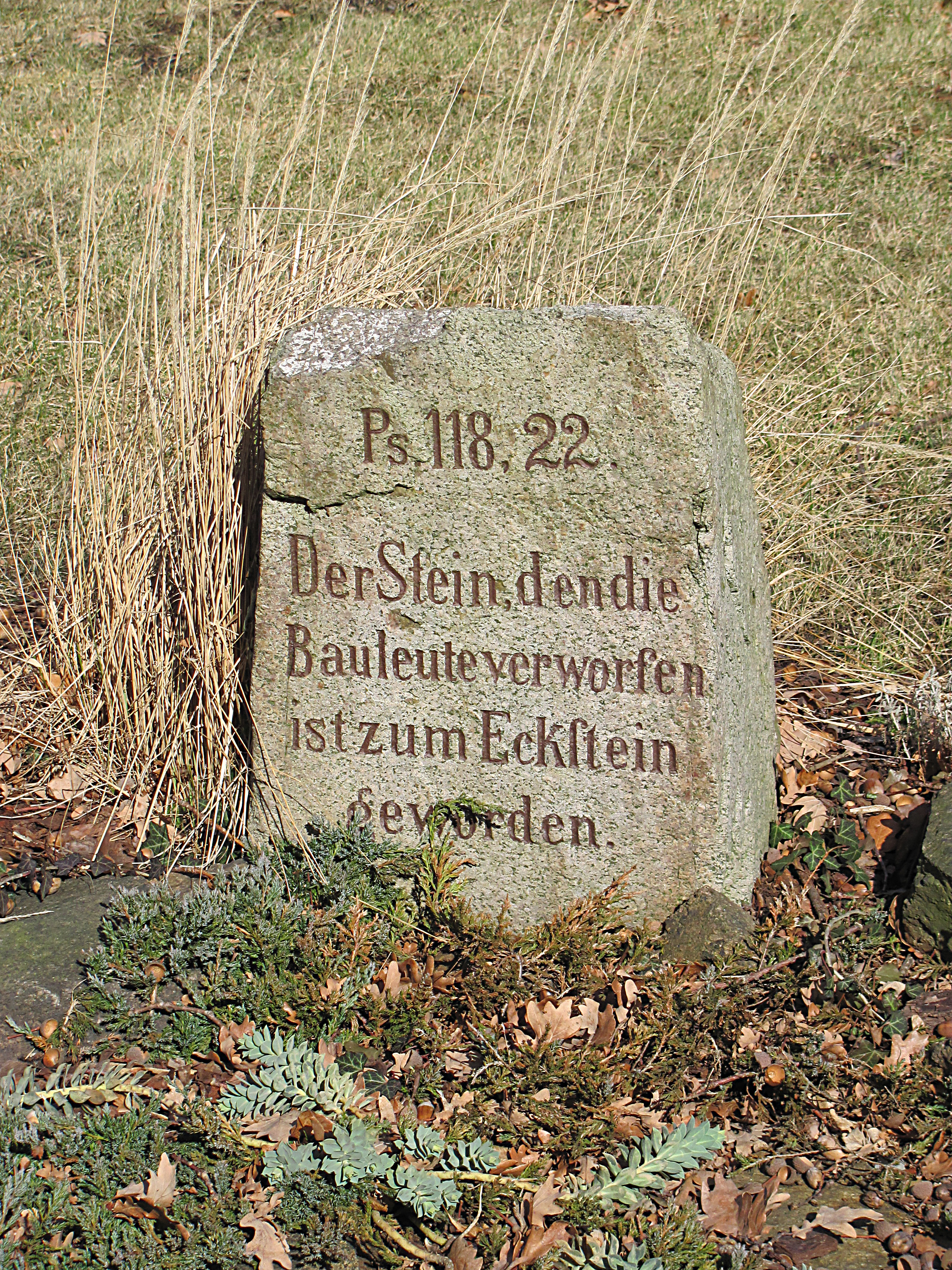
Gedenkstein vor Haus 1

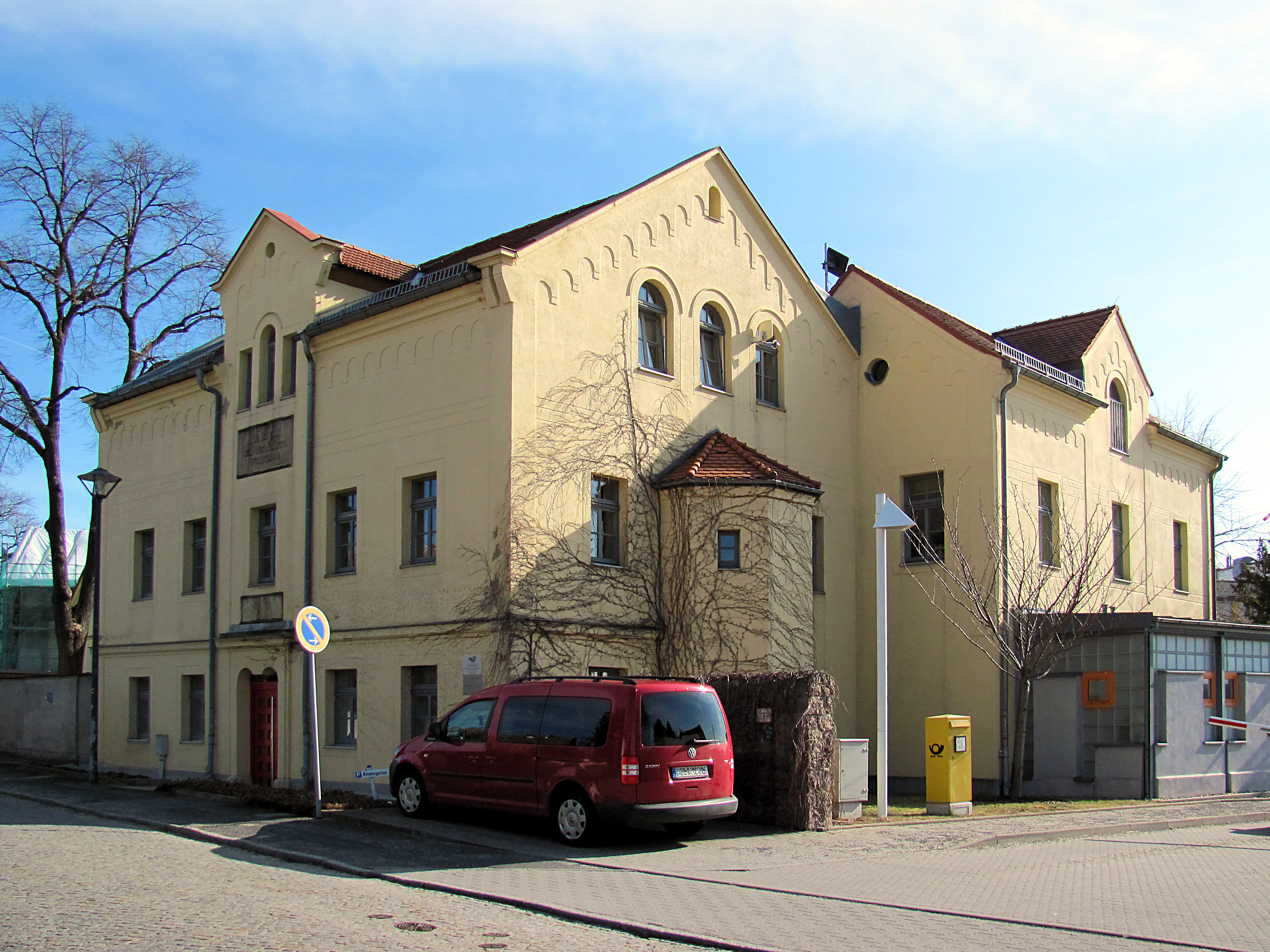
Steinernes Haus

Die denkmalgeschützte Krankenhausanlage ist ein „architektonisch und ortsgeschichtlich bedeutsames Ensemble“.

### Gedenkstein
Auf dem Krankenhausgelände, vor dem rechten Seitenflügel von Haus I, befindet sich unter einer großen Eiche ein Gedenkstein (51° 6′ 32,5″ N, 13° 39′ 6,5″ O) aus dem örtlichen Syenit mit der Inschrift:

„Der Stein, den die Bauleute verworfen, ist zum Eckstein geworden.“

### Steinernes Haus

Steinernes Haus, 1863 vor dem Um- und Anbau

Das traufständig an der Straße liegende Steinerne Haus (51° 6′ 32,3″ N, 13° 39′ 3″ O), im 20. Jahrhundert lange Sitz der Bethesda-Apotheke, wurde vermutlich während des 18. Jahrhunderts errichtet, da bei der späteren Übernahme durch die Dresdner Diakonissenanstalt ein Steuerbuch von 1760 vorgelegt wurde. Das ursprünglich zweigeschossige massive Landhaus mit fünf regelmäßigen Fensterachsen sowie mittigem Portal hatte ein Krüppelwalmdach mit einem Zwerchhaus. Auf der westlichen Rückseite des Hauses stand ein eingeschossiges Nebengebäude. Der Niederlößnitzer Verein für Heilwesen und Naturkunde eröffnete 1848/1849 im Steinernen Haus das erste Krankenhaus in der Umgebung Dresdens.
Nach der Übernahme durch die Dresdner Diakonissenanstalt 1863 vergrößerten die Gebrüder Ziller das Gebäude zur Nutzung als Siechenhaus Bethesda durch Schaffung eines hohen Kniestocks unter einem Satteldach und Ausbau des Dachgeschosses. Im Westen wurde ein zweigeschossiger polygonaler Vorbau für eine Latrine geschaffen. Im Dachgeschoss und im Zwerchhaus wurden statt der sonstigen Rechteckfenster Rundbogenfenster eingesetzt. Die Giebel und die Traufkanten wurden durch Rundbogenfriese geschmückt, dazu Ecklisenen, in den Mittelrisaliten zur Straße hin wurde eine, inzwischen stark verwitterte, Inschriftentafel aus Sandstein eingelassen. Später folgte über dieser die Einbringung einer Putzinschrift. Das auf der westlichen Rückseite des Hauses stehende Nebengebäude stockten die Gebrüder Ziller 1905 in der stilistischen Formensprache des Vorderhauses auf zwei Geschosse auf.
Bis 2008 wurde das „alte Siechenhaus“ mit der Adresse Heinrich-Zille-Straße 13a neben seiner Funktion als Ärztehaus durch die Bethesda-Apotheke genutzt. Mit der Fertigstellung des Umbaus der ehemaligen Poliklinik/Ärztehaus zog die Apotheke 2008 in den dortigen Mittelbau (Borstraße 30). Direkt westlich des Gebäudes befindet sich die Besuchereinfahrt auf das Krankenhausgelände.

### Siechenhaus Bethesda

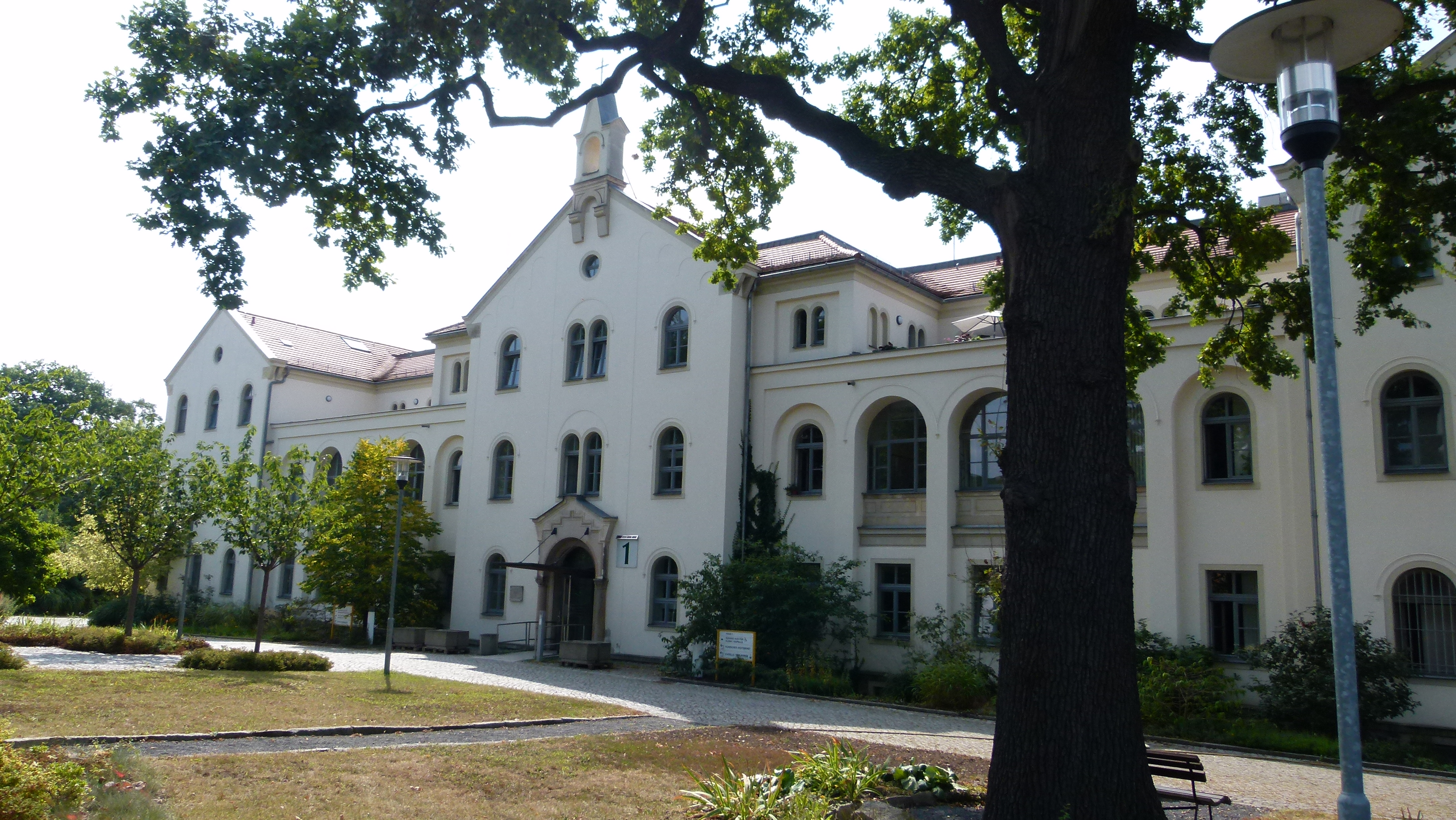
Ehem. Siechenhaus Bethesda, heute Haus 1

Die Gebrüder Ziller erstellten 1877 Pläne für einen Neubau des sich bis dahin im Steinernen Haus befindlichen Siechenhauses. Diese wurden durch das Dresdner Maternihospital beeinflusst sowie von einem nicht ausgeführten Entwurf Gottfried Sempers für ein Hospital in Bukarest. Nach der Prüfung durch die zuständige Amtshauptmannschaft noch im Jahr 1877 erfolgte die Einweihung des „neuen“ Siechenhauses Bethesda (Heinrich-Zille-Straße 13) im September 1879.
Der Putzbau auf einem Bruchsteinsockel besteht aus drei jeweils giebelständigen, dreigeschossigen Baukörpern mit Satteldach, die quer durch zwei dreigeschossige Verbindungsbauten zusammengebunden sind. Deren oberstes Stockwerk ist im Norden zurückgesetzt, sodass der Eindruck eines Zweigeschossers mit einer Terrasse obenauf entsteht. Am Mittelbau stehen heute flankierend kleine Dachhäuschen mit Walmdach auf den Terrassen. Die Fenster sind in der Mehrheit rundbogig. Der mittlere Bau trägt auf dem Nordgiebel zur Straße ein Glockentürmchen als Dachreiter, darunter befinden sich gekuppelte Fenster sowie im Erdgeschoss ein Rundbogenportal als Eingang, der durch zwei Halbsäulen eingefasst wird, auf denen ein Abschlussgiebel mit getrepptem Fries liegt. Die Verbindungsbauten rechts und links davon nehmen die Form des Rundbogenportals durch monumentale Rundbogennischen auf.
Auf der südlichen Rückseite des Mittelbaus tritt die sich über drei Stockwerke erstreckende, halbrunde Apsis der krankenhauseigenen Kapelle hervor.
Mehrere ein- und zweigeschossige Nebengebäude gehören ebenfalls zum ehemaligen Siechenhaus Bethesda, das heute als Haus I des Radebeuler Krankenhauses genutzt wird.

#### Krankenhauskapelle, heute Raum der Stille

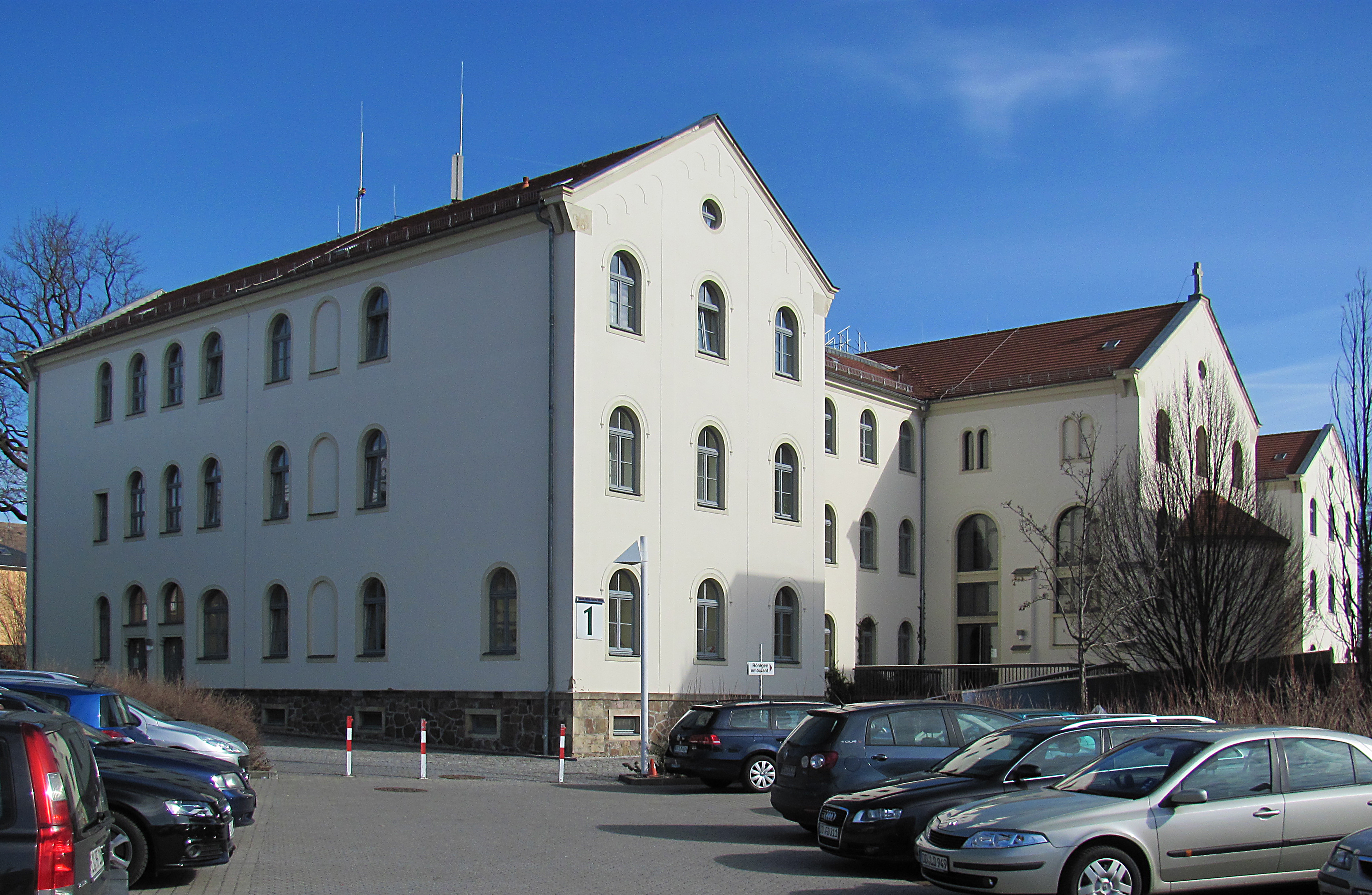
Raum der Stille von außen, im rückseitigen Mittelbau von Haus 1, erkenntlich am Kreuz auf dem Dach

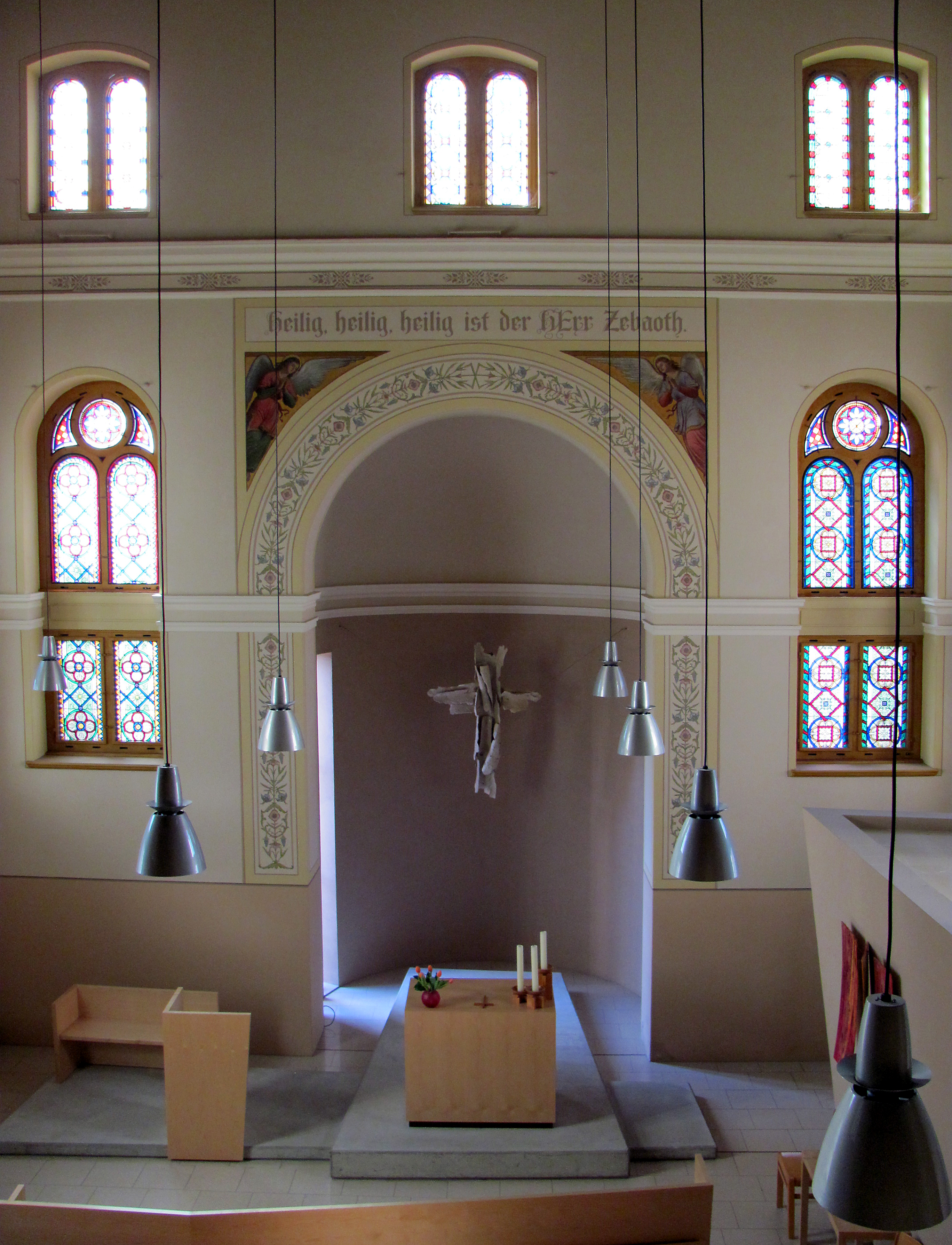
Raum der Stille

Zeitgleich mit dem Gebäude des Siechenhauses errichteten die Gebrüder Ziller dort als Südflügel, auch als „fünfte Halle“ bezeichnet, eine Krankenhauskapelle (51° 6′ 31,2″ N, 13° 39′ 7″ O). Der Kirchenraum war voll ausgemalt und mit Farbglasfenstern sowie einer Orgel versehen. Er war durch Fensteröffnungen mit den Etagen des Haupthauses verbunden, sodass auch gehbehinderte und sogar bettlägerige Patienten dem evangelischen Gottesdienst beiwohnen konnten.
Von 1881 bis 1941 hatte die Kapelle einen eigenen Pfarrer und bis 1943 wurden dort Gottesdienste abgehalten.
Zu DDR-Zeiten als Durchgangs- und Abstellraum missbraucht, musste die Kapelle 1995 wegen ihres schlechten Zustands durch die Bauaufsichtsbehörde gesperrt werden. Ein im Jahre 2000 gegründeter Förderverein beschaffte die Mittel zur Restaurierung, sodass die Kapelle instand gesetzt und im Januar 2003 als Raum der Stille wieder geweiht werden konnte, als Ort der stillen Einkehr inmitten der Tageshektik. Das ursprüngliche Vorbild des Meditationsraums ist der Raum der Stille im UNO-Gebäude in New York, den Dag Hammarskjöld für sich und seine Mitarbeiter einrichten ließ.

### Lydiahaus

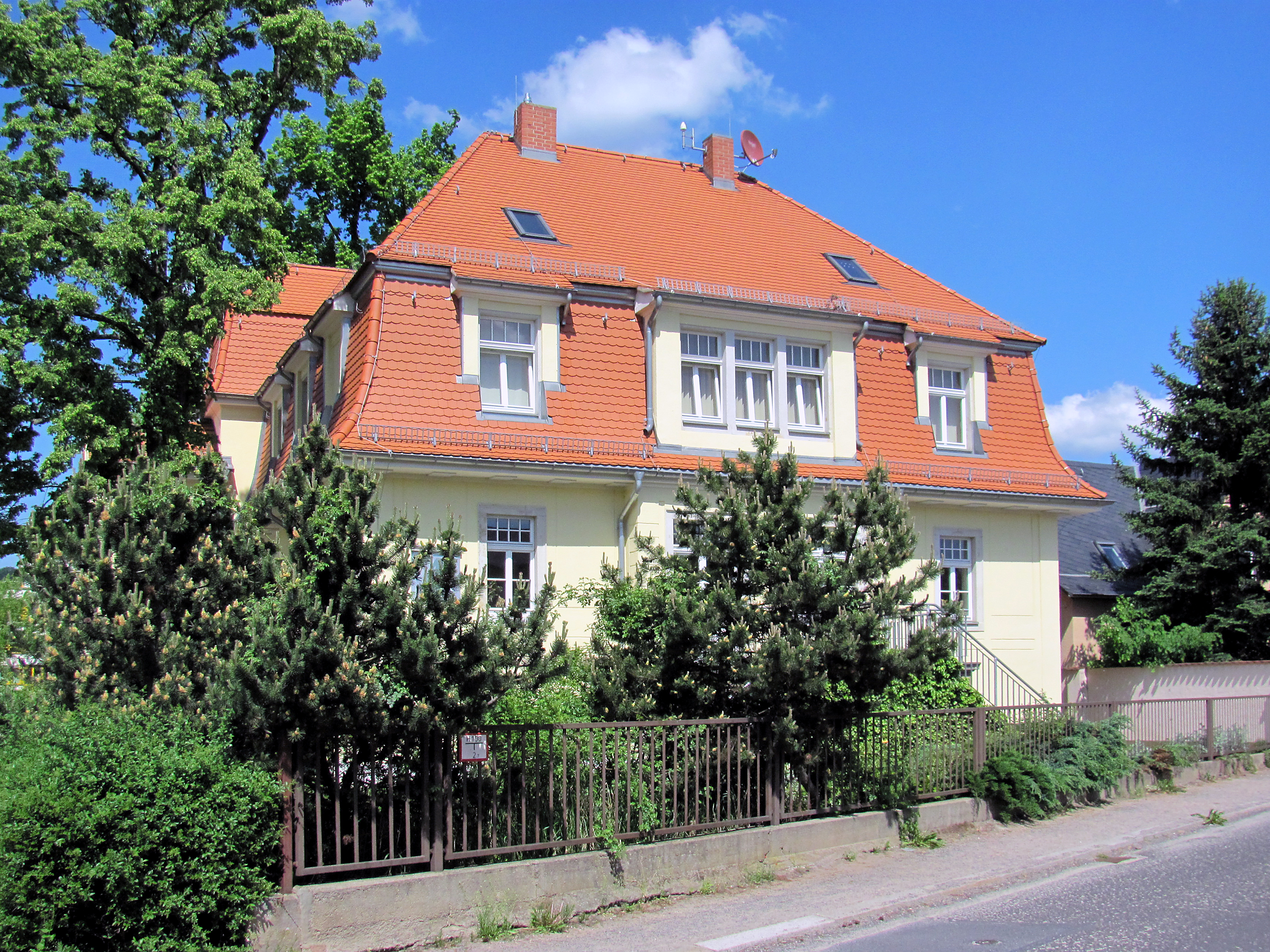
Lydiahaus

Das heutige Lydiahaus in der Borstraße 28 (51° 6′ 25″ N, 13° 39′ 2,5″ O, 1901 als Villa Polentz bekannt), benannt nach der Oberin Lydia Fröhlich, ist ein Gebäude der ehemaligen Diakonissenanstalt Bethesda. Das eingeschossige Gebäude steht auf einem hohen Souterrain und hatte ursprünglich ein flach geneigtes Satteldach sowie in der Straßenansicht einen zweigeschossigen, abgewalmten Mittelrisaliten. Das Haus wurde Ende des 19. Jahrhunderts durch den Architekten Paul Götze jun. für Amalie Auguste Hänel errichtet.
Beim Umbau 1902 erhielt es ein ausgebautes, hohes Mansarddach, und auch die Fassade wurde umgestaltet. In der Straßenansicht steht vor dem Risaliten eine Terrasse, zu der eine Freitreppe führt. In der linken Seitenansicht steht ein polygonaler Söller. Die Fassade wird durch schlichte Putzgliederungen sowie Fenstergewände aufgelockert.
Auf dem Grundstück stand außerdem die „neue“ Marienschule, ein zweigeschossiger Bau, der 1912 nach Plänen der Gebrüder Ziller errichtet wurde. Die Marienschule besaß ein Mansarddach mit großen Zwerchhäusern sowie ein konvex gewölbtes Treppenhaus. Nach dem Zweiten Weltkrieg wurde das Gebäude der Marienschule als Haus 5 des Krankenhauses genutzt, ab 1965 als Station für chronisch Kranke und nach der Wende im Jahr 1991 abgerissen.

### Ehemalige Totenhalle
Die denkmalgeschützte ehemalige Totenhalle (51° 6′ 31,7″ N, 13° 39′ 1″ O) rechts der Haupteinfahrt an der Heinrich-Zille-Straße wurde gemäß einer Datierung 1913 errichtet, „möglicherweise von den Gebrüdern Kießling“. Sie wird als Rettungswagenzentrale genutzt.

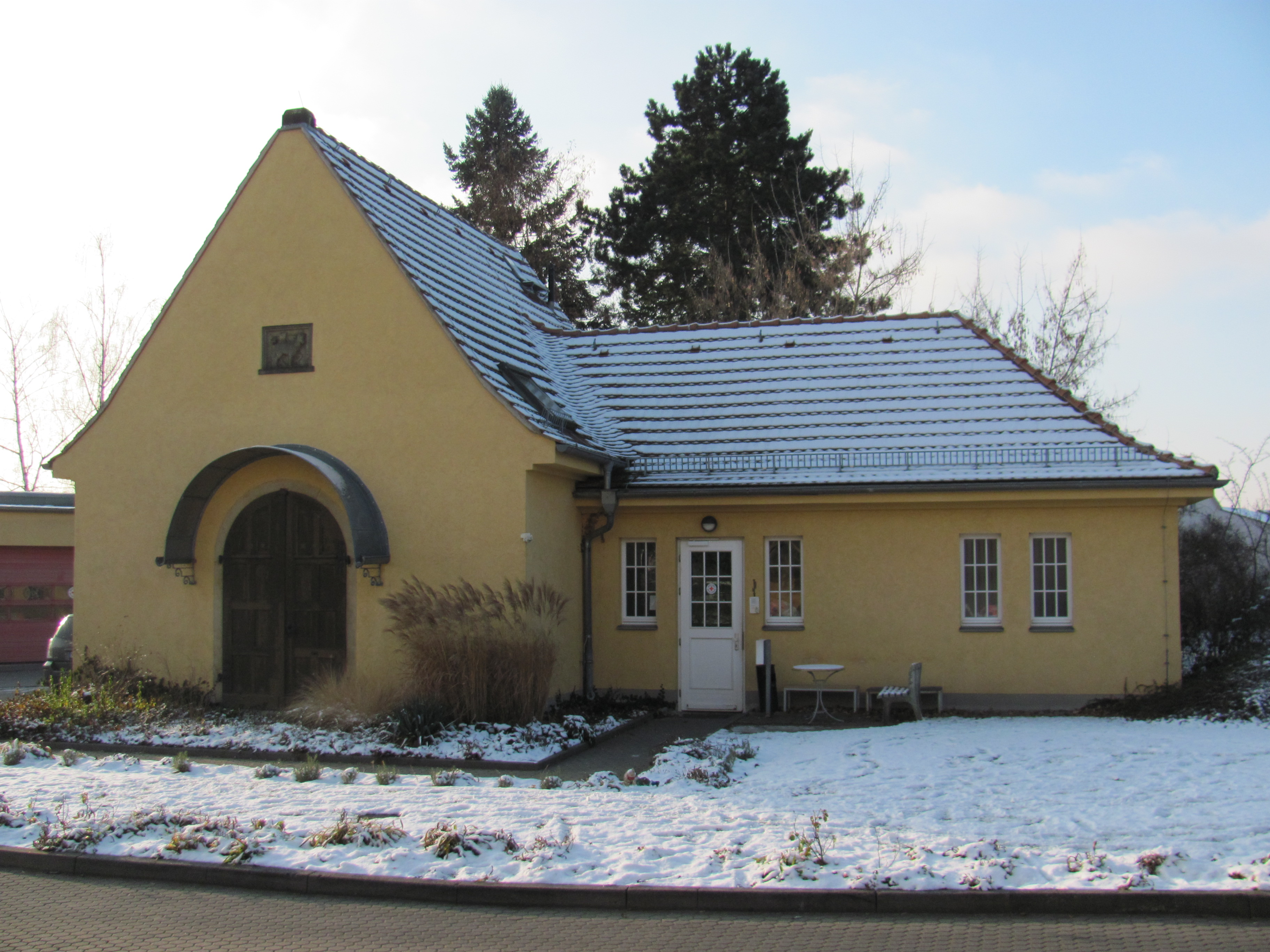
Ehemalige Totenhalle
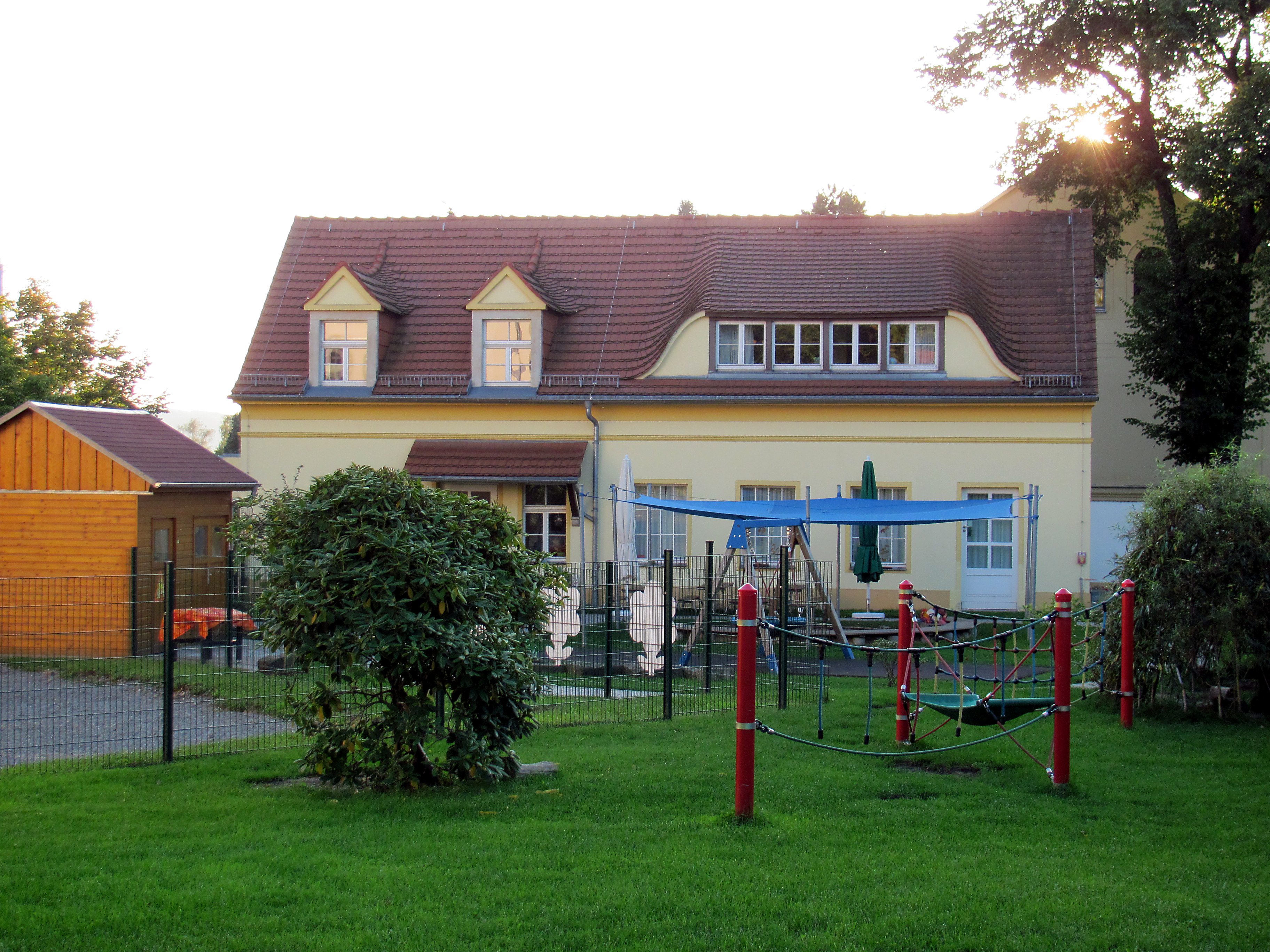
Nebengebäude, heute Kindergarten
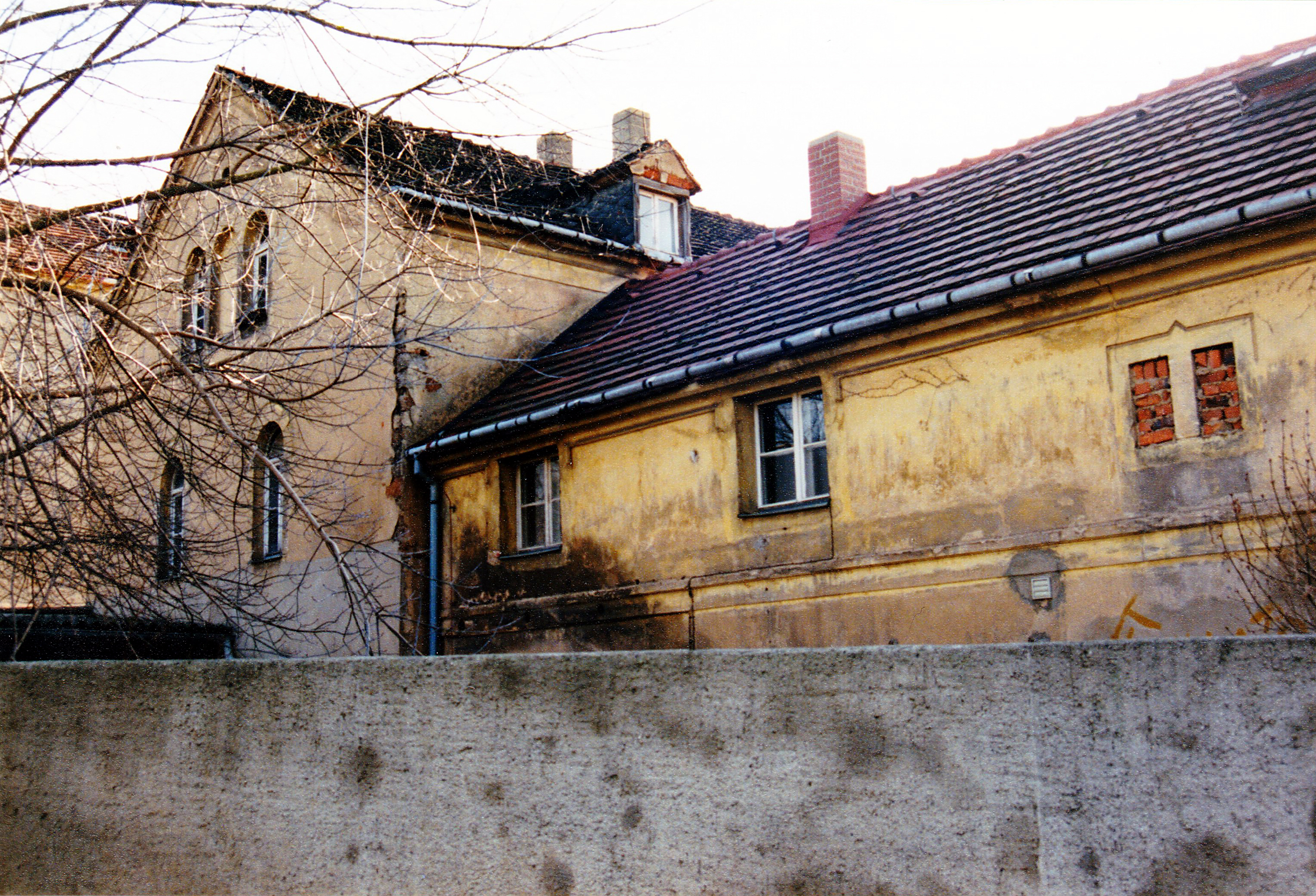
Vor 2011 abgebrochenes Nebengebäude

## Kunstwerke
Vor dem Besuchereingang des modernen Zentralbaus steht ein Zierbrunnen mit vier Figuren, einem Bronzebildwerk aus dem Jahr 1994, das von der Bildhauerin Thea Richter stammt. In der Eingangshalle des Zentralbaus steht die Strukturplastik „Lichtschatten“, die ebenfalls 1994 von der Radebeuler Kunstpreisträgerin Gerlinde Queißer geschaffen wurde.

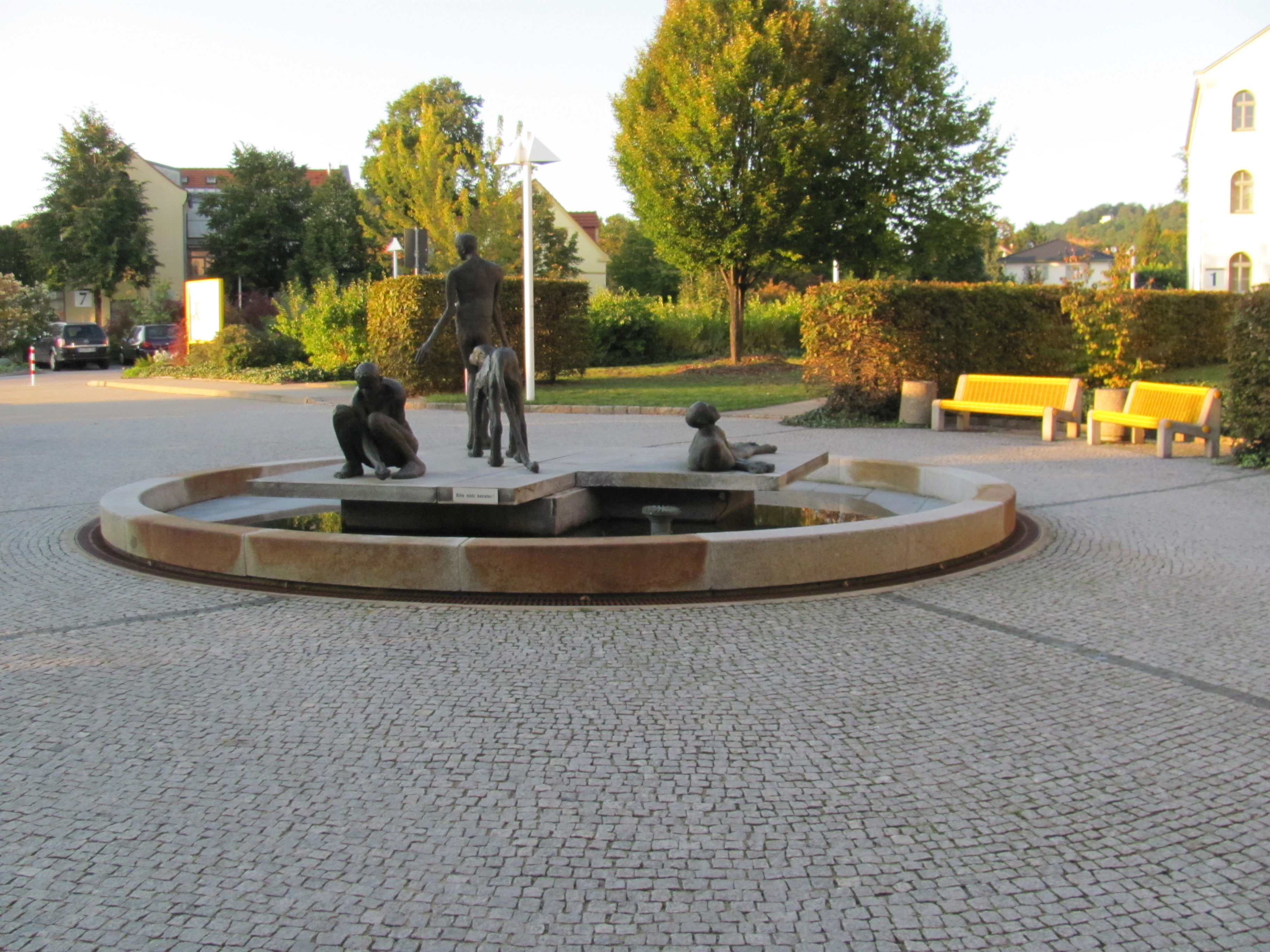
Brunnen der Bildhauerin Thea Richter vor dem Vordereingang des Elblandklinikums Radebeul
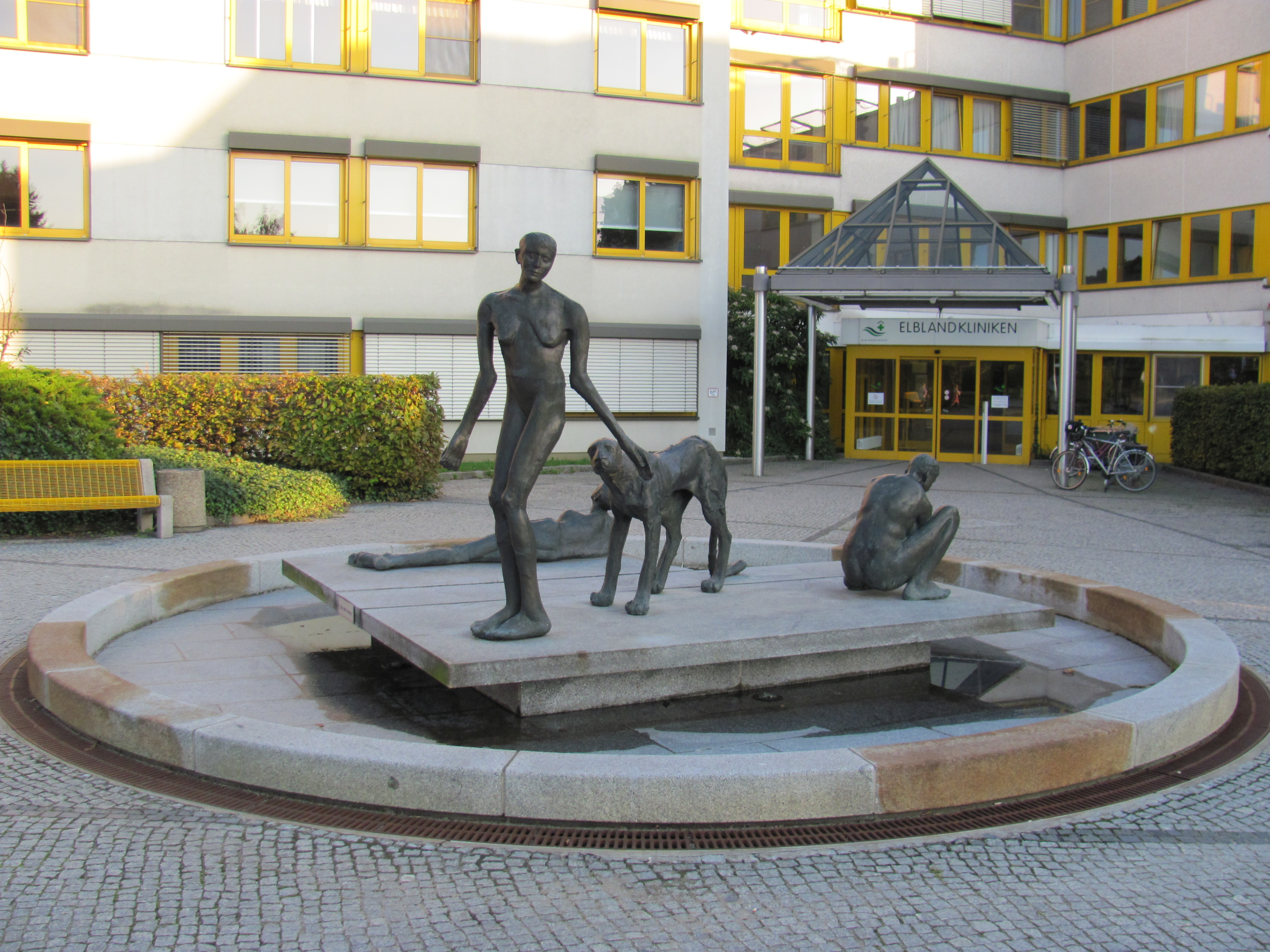
Figurengruppe auf dem Brunnen
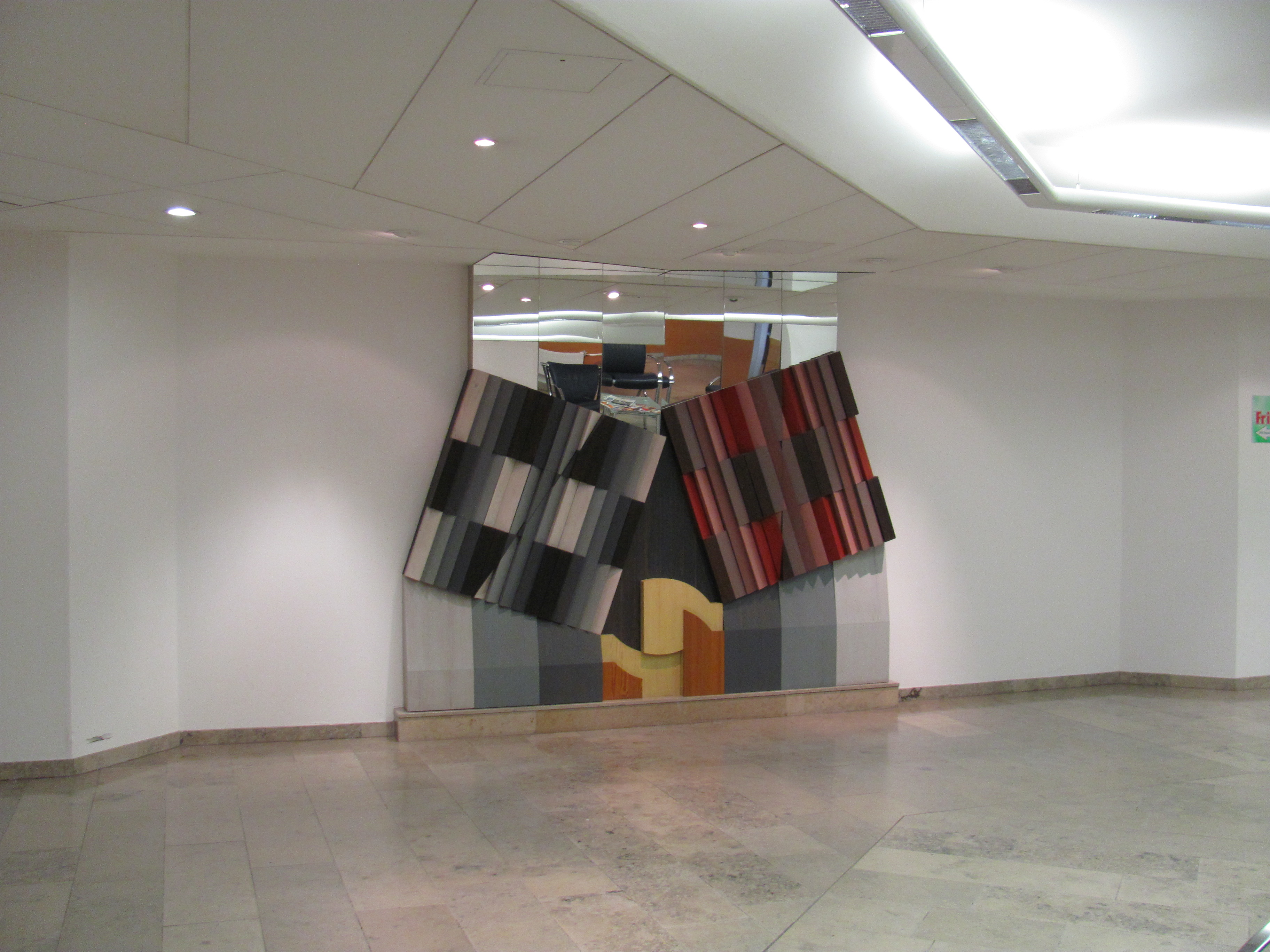
Innen: Strukturplastik „Lichtschatten“